# علي محمد جيدي
علي محمد جيدي(1950) رئيس الوزراء الصومالي الانتقالي السابق.

## منشأه
ولد في مقديشو لعائلة متوسطة الحال. كان والده محمد جيدي باشال ضابطاً في الشرطة الصومالية ثم تحوّل أباه إلى سلك الاستخبارات، ورُقِّي إلى رتبة عقيد.

## دراسته
حصل جيدي علي الشهادة الثانوية من مدرسة جمال عبد الناصر الثانوية في مقديشيو سنة 1972، ثم أتم تدريبه العسكري وعمل بالتدريس كجزء من الخدمة الوطنية في مطلع السبعينيات. سافر جيدي إلى إيطاليا للدراسة بجامعة بيزا حيث تخرج عام 1978 وعين محاضرًا مساعدًا بكلية الطب البيطري بالجامعة الوطنية الصومالية، ثم عاد ثانية إلى بيزا بين عامي 1980 و1983 لاستكمال دراساته العليا، حيث حصل على درجة الدكتوراه في علم أمراض الحيوان والجراحة البيطرية، ثم عاد إلى الجامعة الوطنية عام 1983 ليعمل محاضرًا وتولى رئاسة القسم حتى عام 1990.

## الحياة العملية

### بداية حياته العملية
بعد عودته من دراسته في إيطاليا عمل أستاذاً في الكلية التي تخرّج منها وموظفاً في وزارة الثروة الحيوانية. استمر في عمله في الثروة الحيوانية إلى أن تمت الإطاحة بالحكومة المركزية العام 1991. وبعد الحرب عمل مستشاراً لعدد من المنظمات الإقليمية التي تُعنى بالثروة الحيوانية.

### دخوله السياسة
لم يمارس جيدي في فترة وجوده في وزارة الثروة الحيوانية نشاطاً سياسياً يُذكر غير مرة واحدة عندما اختلف مع الرئيس الصومالي السابق علي مهدي وانضم إلى صفوف منافسه الجنرال محمد فارح عيديد، الذي عيّنه وزيراً للثروة الحيوانية في الحكومة التي أعلنها عيديد من جانب واحد. انتقل بعدها إلى أديس أبابا ليعمل في الاتحاد الإفريقي لسنوات كانت أيضاً كافيةً لتعزيز علاقته مع القيادات الإثيوبية الحالية الذين تعرف إليهم أيام كانوا لاجئين سياسيين في الصومال في الثمانينات وظل يعمل في مقر الاتحاد الإفريقي بأديس أبابا.

### تعيينه رئيسا للوزراء
عيّنه الرئيس الصومالي عبد الله يوسف في نوفمبر 2004 في منصب رئيس الوزراء. حتى مجيئه إلى هذا المنصب لم يكن اسم جيدي متوقعاً إلا في الساعات القليلة التي سبقت تشكيل الحكومة الانتقالية التي شكلها هو بنفسه، فلم يكن جيدي عضواً في البرلمان لينضم إلى قائمة المترشحين حيث ينص الدستور الصومالي الحالي على أن يأتي أعضاء الحكومة من داخل البرلمان فقط، فتنازل له أحد أمراء الحرب من قبيلته وهو حاكم منطقة جوهر السابق محمد عمر حبيب عن مقعده في البرلمان. عاد إلى مقديشو بعد هزيمة قوات المحاكم الإسلامية أمام القوات الحكومية الصومالية المدعومة من إثيوبيا. متحدث لبق عندما يظهر على وسائل الإعلام، إلا أنه ليس خطيباً مفوّهاً عندما يتحدث إلى الجماهير أو في الخطابات العامة، ويدلي بتصريحات مقتضبة وغامضة في أحيان كثيرة تتسبب بإثارة الجدل بشأنها.

## محاولات الأغتيال الفاشلة
تعرض جيدي للعديد من محاولات الاغتيال الفاشلة كالتي وقعت في 3 مايو 2005، أي بعد 5 أشهر فقط من تشكيل حكومته في المنفى في نيروبي، عندما قاد جيدي مجموعةً كبيرةً من الوزراء والنواب لزيارة العاصمة، ولدى إلقائه خطاباً جماهيرياً في الاستاد الرياضي الرئيسي في مقديشو، انفجرت قنبلة على بعد أمتار قليلة منه؛ ما أدى إلى سقوط العشرات قتلى وجرحى ونجا هو من الحادث بأعجوبة ثم عاد إلى نيروبي في اليوم التالي، كما تعرض في 6 نوفمبر 2005 لمحاولة اغتيال أخرى عندما كان عائداً إلى مقديشو قادماً من معقله في جوهر ليترأس اجتماعه الأول لحكومته، والذي كان من المقرر أن يُعقد في مقديشو وكانت بانتظاره محاولة اغتيال فاشلة أخرى نفذت في يوم الأحد 3 يونيو 2007 باستخدام شاحنة مفخخة استهدفت مقر إقامته في العاصمة الصومالية وأسفرت عن مقتل 6 أشخاص، وهذه هي رابع محاولة اغتيال تستهدف جيدي خلال سنة.